# زک براون

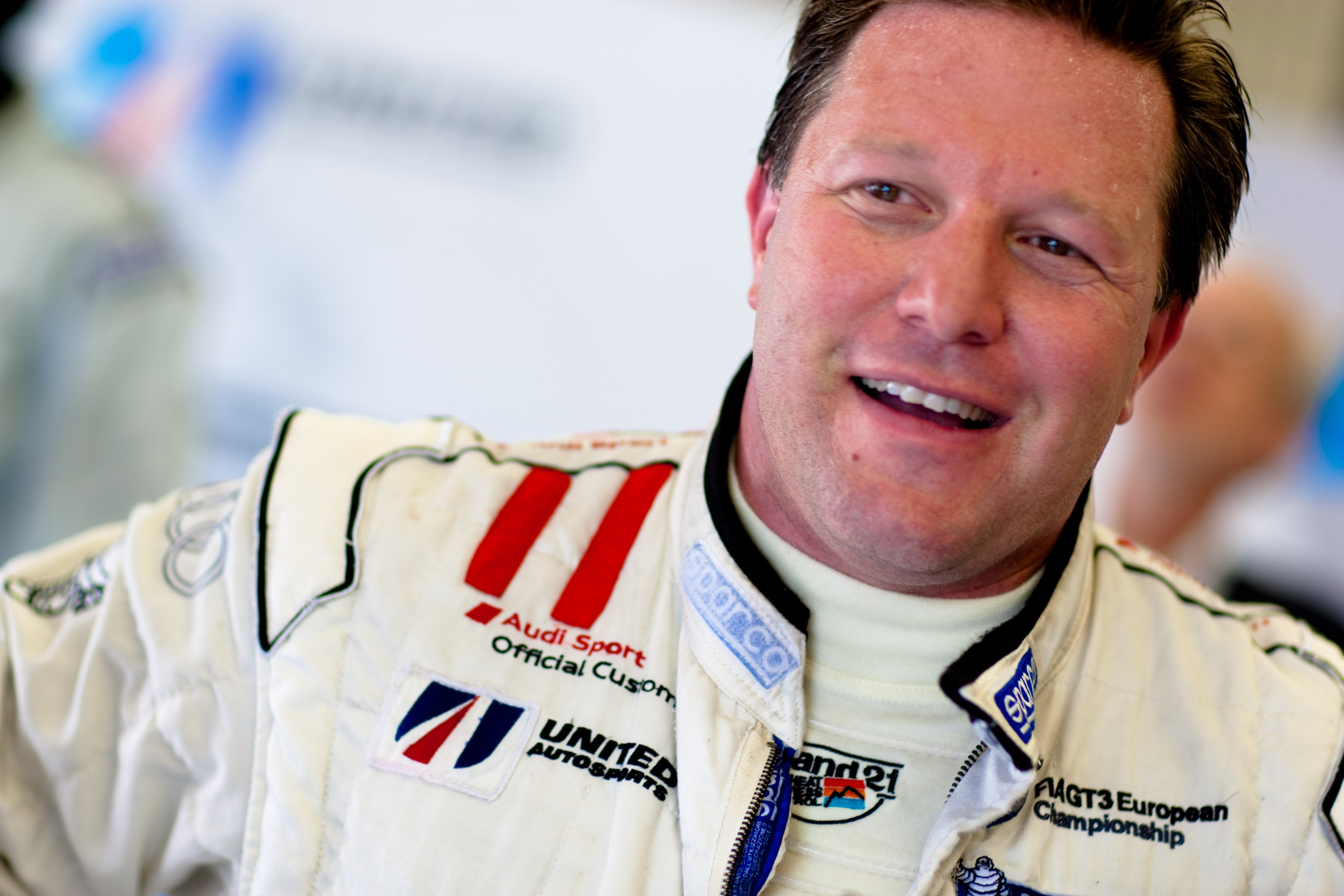
زک براون

 زاکاری چلن برون (متولد ۷ نوامبر 1971) یک تاجر آمریکایی و راننده حرفه ای سابق اتومبیلرانی است که هم‌اکنون در انگلستان اقامت دارد. او مدیر ارشد اجرایی شرکت مکلارن است.
او متولد و بزرگ شده در کالیفرنیا، است. در سال ۱۹۹۵، او جاست مارکتینگ انترنشنال (JMI) را تأسیس کرد که تبدیل به بزرگترین آژانس بازاریابی اتومبیلرانی در جهان شد. در سال 2013 JMI توسسط CSM خریداری شد،
براون یک جمع‌کننده مشتاق اسناد تاریخی و یادگاری‌های ورزشی و همچنین اتومبیل‌های جاده ای و اتومبیلرانی است. وی دو پسر دارد و در ساری انگلستان زندگی می‌کند.

## یونایتد اتواسپورت
یونایتد اتواسپورت، یکی از بزرگترین تیمهای اتومبیلرانی در انگلستان و در سطح جهانی رقابت می‌کند، مالکان مدیر عامل مک لارن، زک براون و راننده مسابقه ریچارد دین است. این تیم در سال ۲۰۰۹ تأسیس شده‌است و در مسابقات مختلفی با استفاده از انواع اتومبیل‌های مختلف در چندین کلاس و رده شرکت کرده‌است، رانندگان شامل فرناندو آلونسو، خوان پابلو مونتویا، لاندو نوریس و پل دی رستا است. این تیم در حال حاضر در مسابقات قهرمانی استقامت جهانی فیا، لمانس مسابقه می‌دهد. همچنین در سایر رویدادهای جهان مانند جام ماکائو جی تی، مسابقات ۲۴ ساعته اسپا، ۱۲ ساعته ابوظبی و مسابقات ۱۲ ساعته باتورث در استرالیا موفق به گسب سکوشد.
یونایتد اتواسپورت همچنین با استفاده از یک بخش تاریخی، طیف وسیعی از اتومبیل‌های ورزشی تاریخی و اتومبیل‌های مسابقه فرمول یک، که برخی از مجموعه خود زک براون آورده شده‌است به نمایش می‌گذارد

## گروه فناوری مک لارن و مسابقه مک لارن
در ۲۱ نوامبر ۲۰۱۶، براون به عنوان مدیر اجرایی گروه فناوری مک لارن معرفی شد. در ۱۰ آوریل ۲۰۱۸، براون به عنوان بخشی از بازسازی عملیاتی گروه مک لارن، مدیر ارشد اجرایی مک لارن شد. براون به عنوان مدیرعامل، مسئولیت اصلی تیم از جمله جهت‌گیری استراتژیک، عملکرد، بازاریابی و توسعه تجاری را بر عهده دارد.